# Ivan Hrdlička
Ivan Hrdlička (Pozsony, 1943. november 20. –) szlovák labdarúgó, edző.

## Pályafutása

### A válogatottban
1964 és 1971 között 17 alkalommal szerepelt a csehszlovák válogatottban és 2 gólt szerzett. Részt vett az 1970-es világbajnokságon.

## Sikerei, díjai
Slovan Bratislava
- Csehszlovák bajnok (1): 1969–70
- Csehszlovák kupa (2): 1962–63, 1967–68
- KEK-győztes (1): 1968–69